# Троицкая церковь (Русино)
Церковь Троицы Живоначальной — православный храм в селе Русино Ковровского района Владимирской области. Относится к Владимирской епархии Русской православной церкви.

## История

### До революции
Построен в 1882 году на пожертвования местных крестьян Тимофея Малышева, Ивана Куранова и Прокопия Гусева. Архитектурно сочетает в себе элементы классицизма и русского стиля. Храм пятиглавый. Престол один — в честь Святой Живоначальной Троицы.
Церкви принадлежали здания: входная каменная часовня, устроенная на средства прихожан на месте сгоревшей в 1883 году деревянной Богородице-Рождественской церкви (часовня не сохранилась) и деревянная сторожка (не сохранилась). Приход состоял из села Русино и деревень Сажино и Колуберево. На 1898 год в приходе насчитывалось 84 двора, душ мужского пола — 238 и женского пола — 242.
С 1888 года при церкви существовала церковно-приходская школа в собственном здании, построенном попечителем школы, купцом Петром Курановым.

### Советские годы
С середины 1920-х годов при храме возникает женская монашеская община из послушниц и монахинь закрывающихся в то время монастырей. Большинство сестер арестовано в 1933 году.
3 ноября 1937 года арестован и приговорен к расстрелу священник Троицкой церкви Смирнов Николай Александрович. 29 февраля 1940 года решением Ивановского облисполкома Троицкий храм закрыт. Большинство икон и утварь храма после его закрытия была уничтожена или разграблена. Колокола сброшены и разбиты.
В 1941 году и во время Великой Отечественной войны использовалась как барак для работавших на лесоповале заключённых.
С 1950-х годов храм, будучи заброшен, постепенно разрушался. В результате к началу 2010-х годов в кирпичном своде алтаря появилась большая трещина, через которую долгое время проникала вода, кирпичная кладка в этом месте осталась практически без раствора и грозила обрушением. Нижняя часть почти всех оконных проемов храма оказалась разрушенной. Несколько рядов кирпичной кладки требовали восстановления. Из-за выемки кирпича в северной стене алтаря оказался большой проём

### Восстановление храма
10 мая 2013 года был организован и проведен первый субботник возле храма, в ходе которого была разобрана труба дымохода рядом со стеной храма, засыпана яма в малой трапезной, собран мусор, фундамент зачищен от кустарника.
В сентябре 2014 года после получения всех необходимых благословений и встречи с архитектором, начата работа по очистке сводов основного объёма, алтарной части и трапезной от деревьев и растительности. Сняты размеры с глав и барабанов, произведена зарисовка и фотографирование, созданы шаблоны. 16 сентября проведено собрание жителей села Русино. Представлен план первоочередных работ по восстановлению церкви. Выбрана инициативная группа. Создан ящик для пожертвований. В том же месяце произведена очистка кровли от старых кровельных систем и мусора, а часть сохранившихся балок и досок с кусками листового железа была использована тогда же для обустройства временной кровли над алтарём. В октябре была сделана стропильная система для временной крыши над трапезной частью храма. При этом для обрешётки были использованы поддоны и фанера. После этого трапезная к концу сентября была временно покрыты баннером для защиты от осадков. После этого начались работы по покрытию основного объёма храма, но к середине октября удалось покрыть крышу лишь наполовину из за нехватки средств.
В мае 2015 года была Извлечены из под завалов и приведены в порядок несколько надгробий конца XIX начала XX века и расчищена значительная часть завалов из упавших деревьев и кустарника на кладбище близ храма. Был обнаружен фрагмент фундамента каменной часовни, построенной на месте сгоревшей в 1883 году деревянной церкви Рождества Пресвятой Богородицы.
В сентябре 2015 года построена недостающая часть стропильных конструкций над основным объёмом церкви. 2 октября того же года сооружение временной кровли из баннеров было полностью окончено.
4 января 2016 года митрополит Владимирский и Суздальский Евлогий сделал Троицкую церковь приписной к храму во имя мученика Иоанна Воина города Коврова, в связи с чем настоятель последней Алексий Коровин стал настоятелем храма. 7 января новый настоятель провёл в храм первый за 76 лет молебен
В мае 2016 года был куплен и привезён кирпич для строительных работ, подготовлен и привезен материал для строительства лесов, привезены песок, кирпич, цемент, вода. За июнь 2016 года была демонтирована временная кровля алтаря, карниз и свод алтаря зачищены от старой кладки и раствора, укреплён и армирован белый камень в основании карниза. Восстановлена кладка. Куплен и привезен пиломатериал для строительства кровли. Построены кровельные конструкции. В июле-августе произведена существенная часть раскопки фундамента с целью армирования и заливки получившийся периметра бетоном, произведено удаление берёзового пня, выросшего в основании фундамента алтаря, и его корневой системы, заармирован фундамент колокольни и построена опалубка. К концу августа Периметр храма был забетонирован. В сентябре кровля алтаря была покрыта металлом, заложен проём в северной стене алтаря, восстановлена кладка подоконников, восстановлена ниша в северной стене алтаря, спилены берёзы, закрывающие вид на храм с северной стороны, начаты работы по реставрации оконного проема и треснувшего свода в алтаре. В течение октября основные наши силы были направлены на создание и укрепление дороги для подъезда грузовых машин к храму, для чего были доставлены семь грузовых машин с кирпичом и бутом, укладка который в основание дороги позволило обеспечить подъезд грузового транспорта к храму. Была восстановлена кирпичная кладка разрушенного оконного проёма в алтаре, начаты работы по восстановлению фасада северной стены алтаря. Пользуемся антиморозными пластификаторами для бетона и подогревом воды. В ноябре был сделан дощатый подбой крыши алтаря для защиты от ветра со снегом, выровнен грунт на некоторых участках дороги к храму, приходу храма передан старинный колокол малой звонницы и престол, привезён брус и доски для строительства лестниц и перекрытий в колокольне церкви, утверждён план подведения электрической линии 380 В к церкви. Привезены железобетонные опоры.
В феврале 2017 года завершено строительство лестницы на колокольню. В апреле — мае покрыто щебнем 50 м дороги, выравнено катком прошлогоднее кирпичное покрытие. В июне начались восстановительные работы на колокольне. Установлены строительные леса. Стены зачищены от разрушающейся кирпичной кладки, поверхность подготовлена к восстановительным работам. Смонтирована лебедка и произведён подъём кирпича. Кирпичная кладка в основании крыши восстановлена. Начато строительство кровельных конструкций. 1 августа 2017 года на колокольню были установлены барабан и маковка. 8 августа настоятель совершил чин освящения креста, который после этого был установлен на маковке колокольни.
В мае — июне 2018 года произведена подготовка к новому строительному этапу: привезён материал и построены бытовка на 4 спальных места и туалет. Укреплена дорога для подъезда грузовых машин. Временная кровля демонтирована, произведена очистка стен и сводов от мусора и корней деревьев. Восстановлена кирпичная кладка карнизов по всему периметру основного объёма и малой трапезной. Куплен и привезен металл для покрытия 230 м2 крыши. Куплен и привезен пиломатериал для строительства кровельных конструкций. В том же году церковь была покрыта новой крышей.